# 知的財産修士（専門職）
知的財産修士（専門職）（ちてきざいさんしゅうし せんもんしょく、英語: Master of Intellectual Property）とは、知的財産専門職大学院を修了したものに与えられる専門職学位である。2014年現在、東京理科大学大学院イノベーション研究科と大阪工業大学知的財産専門職大学院及び日本大学大学院知的財産研究科によって授与されている。